# Almon
Almon, dans l’Énéide, est le nom du personnage dont la mort déclenche la guerre entre les Troyens d'Énée et les Italiques.
Jeune courtisan du roi Latinus, Almon, fils de Tyrrhus (ou Tyrrhée) , avait un cerf domestiqué. L'animal est mortellement blessé par Ascagne lors d'une chasse. Alors, Almon et son père soulèvent les bergers latins contre Ascagne et autres exilés de Troie. Une lutte s'ensuit, pendant laquelle Almon est atteint à la gorge par une flèche, dont il meurt.

« Hic iuuenis primam ante aciem stridente sagitta, /natorum Tyrrhi fuerat qui maximus, Almo, /sternitur; haesit enim sub gutture uolnus et udae / uocis iter tenuemque inclusit sanguine uitam.  

Au front des bandes latines marchait le jeune Almon, l’aîné des enfants
de Tyrrhée. Un dard siffle et le renverse. Le fer lui traverse la gorge, et
dans leur route humide arrête, sous des flots de sang, l’air, la voix et la vie
 »

— Virgile, Énéide, livre VII (traduction de J.N.M de Guerle)